# Gnophos talyshensis
Gnophos talyshensis är en fjärilsart som beskrevs av Eugen Wehrli 1936. Gnophos talyshensis ingår i släktet Gnophos och familjen mätare. Inga underarter finns listade i Catalogue of Life.